# Endangered Species (album de Klaatu)
Pour les articles homonymes, voir Endangered Species.
Albums de Klaatu
Sir Army Suit
(1978) Magentalane
(1981)
Endangered Species est le quatrième album du groupe de rock canadien Klaatu, sorti en 1980.
Le label Capitol oblige le groupe à enregistrer l'album à Los Angeles avec des musiciens de studio réputés, dans l'espoir qu'il se vende mieux que ses prédécesseurs. À sa sortie, l'album passe inaperçu et Capitol met un terme au contrat du groupe. Le nombre de musiciens de studio sur ce disque rappelle le cas du groupe Yes avec leur album Union alors qu'un grand nombre de requins de studio avaient participé à la demande de la maison de disque.
C'est le premier album de Klaatu sur lequel apparaissent les noms des membres du groupe. Sur les trois précédents, tous les titres étaient simplement crédités à « Klaatu ».

## Enregistrement
Selon Dave Bradley, "Un producteur extérieur a été engagé, la plupart des instruments étaient joués par des musiciens de session basés à Los Angeles, et les membres du groupe ont été invités à ajouter leurs voix et à ne jouer  (généralement) qu'un seul instrument par chanson. Le groupe a été renvoyé à la maison avant même que l'album ne soit mixé. John Woloschuk, bassiste de Klaatu, a déclaré que toutes les parties de guitare solo de Dee Long avaient été superposées par Chris Bond, à la seule exception du solo de guitare sur "Sell Out, Sell Out".
Cette chanson était une attaque virulente contre les tentatives de Capitol de "prendre le train en marche".

## Titres

### Face 1
1. I Can't Help It (Dee Long) – 4:09
2. Knee Deep in Love (John Woloschuk, Dino Tome) – 3:13
3. Paranoia (Woloschuk) – 4:08
4. Howl at the Moon (Woloschuk, Tome) – 3:28

### Face 2
1. See the World on Fire (Woloschuk) – 4:14
2. Hot Box City (Long) – 3:45
3. Dog Star (Long) – 4:14
4. Sell Out, Sell Out (Woloschuk) – 4:48
5. All Good Things (Woloschuk) – 1:55

## Musiciens
Klaatu
- Dee Long - chant, guitare, solo sur "Sell Out, Sell Out"
- John Woloschuk - chant, basse, clavier, guitare
- Terry Draper - chant, batterie

Musiciens supplémentaires
- Chris Bond - guitare solo, guitare acoustique, guitare électrique, guitare, ARP Avatar, chœurs
- Leland Sklar - basse
- Tom Hensley - claviers
- Clarence McDonald - claviers
- Richard Kerr - claviers
- Tom Scott - saxophone, solo sur "Hot Box City"
- Ernie Watts - saxophone
- Jim Horn - saxophone
- Chuck Findley - trompette
- Ed Greene - batterie
- Jeff Porcaro - batterie
- Gary Coleman - percussions
- Bobbye Hall - percussions
- Rupert Perry - soliloque sur "Sell Out, Sell Out"